# Ben Rich
Benjamin Robert Rich (18 de Junho de 1925 – 5 de Janeiro de 1995) foi um director do departamento Advanced Development  Projects, Projetos de Desenvolvimento Avançado em tradução livre e também conhecido como Skunk Works, da  Lockheed entre 1975 e 1991, sucedendo ao fundador deste departamento, Clarence Johnson. Consagrado como "o pai do stealth", Rich foi responsável pelo desenvolvimento do F-117, o primeiro bombardeiro operacional com tecnologia stealth. Ele também trabalhou no F-104, U-2, A-12, Sr-71, F-22, entre outros. Ele é o autor de Skunk Works: A Personal Memoir of My Years of Lockheed.
Em 1994, recebeu a mais alta condecoração americana para um civil, a Distinguished Service Medal.